# مزيل الأعشاب

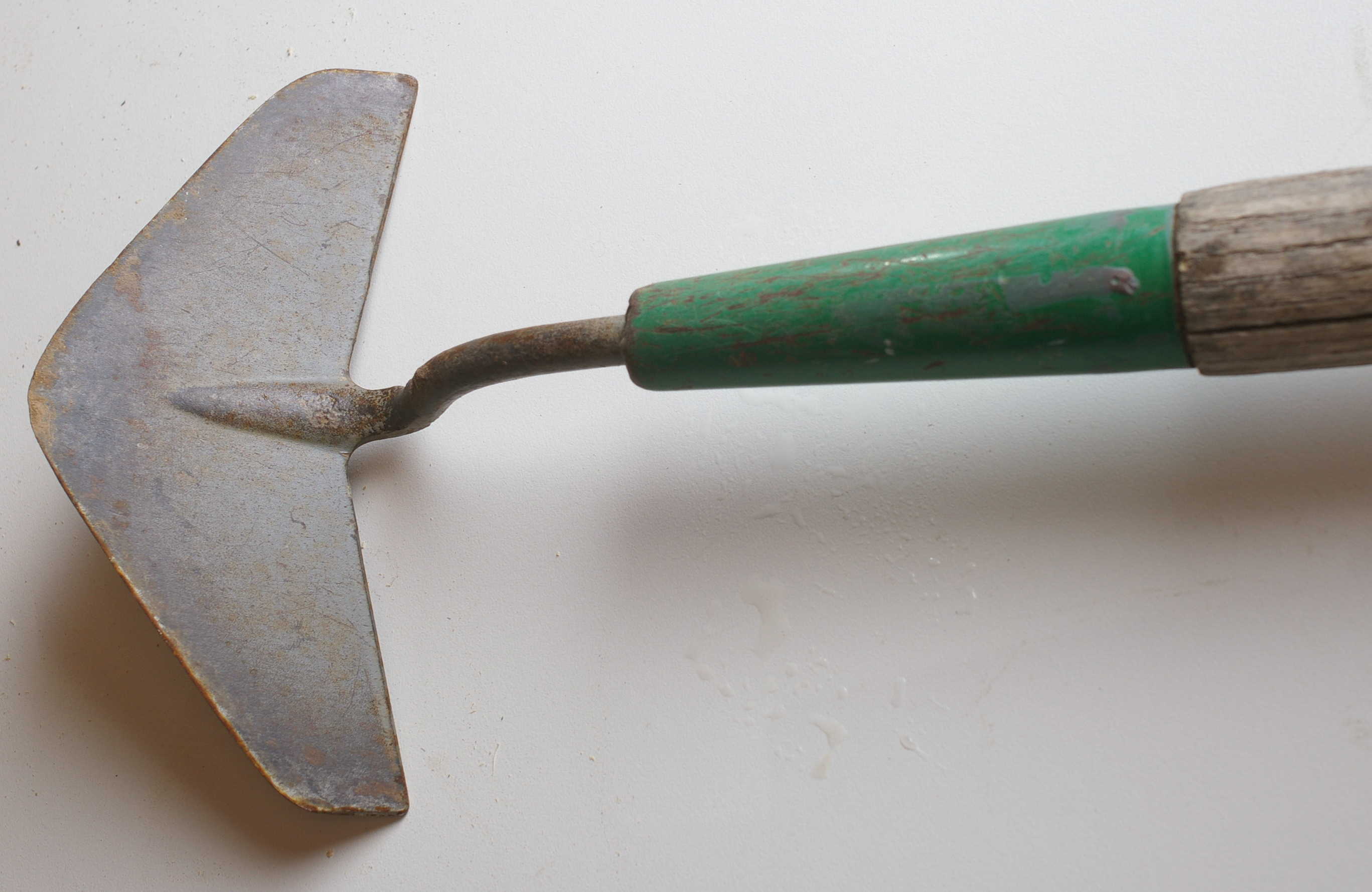
رأس مزيل الأعشاب.

مزيل الأعشاب أو المِعزَقة هي أداة لإزالة الأعشاب الضارة المتشابكة، وهي لتسهيل مهمة إزالة الأعشاب الضارة من الحدائق والمروج الخضراء.